# 加羅韋島

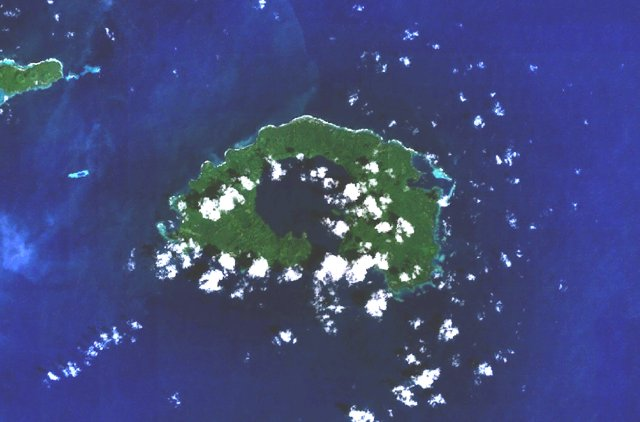

加羅韋島（Garove）是巴布亞新畿內亞西新不列顛省的島嶼，屬於維提群島的一部分，位於新不列顛島以北的俾斯麦海，長14公里、寬7公里，最高點海拔高度350米。

## 外部連結
- Anchored in the Flooded Caldera of Garove（页面存档备份，存于） (englisch)
- Garove Island Papua New Guinea（页面存档备份，存于） (englisch)
- Deutsches Kolonial-Lexikon (1920), Band I, S. 678（页面存档备份，存于）